# Sportverein Stuttgarter Kickers 1989-1990
Questa voce raccoglie le informazioni riguardanti lo Sportverein Stuttgarter Kickers nelle competizioni ufficiali della stagione 1989-1990.

## Stagione
Nella stagione 1989-1990 il Stuttgarter Kickers, allenato da Manfred Krafft e Rainer Zobel, concluse il campionato di 2. Bundesliga al 4º posto. In Coppa di Germania il Stuttgarter Kickers fu eliminato al secondo turno dal Werder Brema.

## Rosa
| N. |                      | Ruolo | Calciatore       |
| -- | -------------------- | ----- | ---------------- |
|    | Germania (bandiera)  | P     | Stefan Brasas    |
|    | Finlandia (bandiera) | P     | Kari Laukkanen   |
|    | Germania (bandiera)  | D     | Andreas Keim     |
|    | Germania (bandiera)  | D     | Heribert Stadler |
|    | Germania (bandiera)  | D     | Wolfgang Wolf    |
|    | Germania (bandiera)  | C     | Andreas Broß     |
|    | Germania (bandiera)  | C     | Gianni Coveli    |
|    | Germania (bandiera)  | C     | Dirk Fengler     |
|    | Germania (bandiera)  | C     | Bernd Grabosch   |
|    | Germania (bandiera)  | C     | Matthias Imhof   |
|    | Germania (bandiera)  | C     | Runald Ossen     |
|    | Germania (bandiera)  | C     | Ralf Rueff       |

| N. |                      | Ruolo | Calciatore           |
| -- | -------------------- | ----- | -------------------- |
|    | Germania (bandiera)  | C     | Alfred Schön         |
|    | Germania (bandiera)  | C     | Wolfgang Schüler     |
|    | Germania (bandiera)  | C     | Alois Schwartz       |
|    | Germania (bandiera)  | C     | Peter Starzmann      |
|    | Germania (bandiera)  | C     | Oliver Straube       |
|    | Germania (bandiera)  | C     | Reinhold Tattermusch |
|    | Germania (bandiera)  | A     | Fredi Bobic          |
|    | Germania (bandiera)  | A     | Leo Bunk             |
|    | Germania (bandiera)  | A     | Gregor Grillemeier   |
|    | Finlandia (bandiera) | A     | Ari Hjelm            |
|    | Germania (bandiera)  | A     | Ralf Vollmer         |

## Organigramma societario
Area tecnica
- Allenatore: Rainer Zobel
- Allenatore in seconda:
- Preparatore dei portieri:
- Preparatori atletici:

## Calciomercato

### Sessione estiva
| Acquisti | Acquisti             | Acquisti            | Acquisti |
| R.       | Nome                 | da                  | Modalità |
| -------- | -------------------- | ------------------- | -------- |
| A        | Gregor Grillemeier   | Hannover 96         |          |
| C        | Matthias Imhof       | Vikt. Aschaffenburg |          |
| C        | Peter Starzmann      | VfL Kirchheim/Teck  |          |
| C        | Reinhold Tattermusch | Meppen              |          |

| Cessioni | Cessioni            | Cessioni           | Cessioni |
| R.       | Nome                | a                  | Modalità |
| -------- | ------------------- | ------------------ | -------- |
| A        | Demir Hotić         | Stoccarda          |          |
| C        | Andreas Kleinhansl  | VfL Kirchheim/Teck |          |
| C        | Bernd Schindler     | Waldhof Mannheim   |          |
| C        | Niels Schlotterbeck | Offenburger        |          |

### Sessione invernale
| Acquisti | Acquisti | Acquisti             | Acquisti |
| R.       | Nome     | da                   | Modalità |
| -------- | -------- | -------------------- | -------- |
| A        | Leo Bunk | Alemannia Aquisgrana |          |

| Cessioni | Cessioni | Cessioni | Cessioni |
| R.       | Nome     | a        | Modalità |
| -------- | -------- | -------- | -------- |

## Risultati

### 2. Bundesliga

#### Girone di andata
| Arbitro: | Weber |

|            |           |  |
| Yeboah 85’ | Marcatori |  |

| Arbitro: | Kasper |

|                      |           |                                      |
| Stadler 37’ Wolf 90’ | Marcatori | 43’ Kontny 78’ Tschiskale 88’ Kügler |

| Arbitro: | Berg |

|  |           |          |
|  | Marcatori | 79’ Wolf |

| Arbitro: | Führer |

|                                              |           |                          |
| Vollmer 10’ Hjelm 35’ Schwartz 62’ Imhof 72’ | Marcatori | 32’ Lünsmann 38’ Greiser |

| Arbitro: | Matheis |

|          |           |             |
| Gäher 9’ | Marcatori | 51’ Stadler |

| Arbitro: | Albrecht |

|                    |           |              |
| Schön 8’ Imhof 86’ | Marcatori | 21’ Lachmann |

| Arbitro: | Schneider |

|                |           |                      |
| Stockinger 77’ | Marcatori | 49’ Wolf 70’ Schüler |

| Arbitro: | Prengel |

|                                |           |  |
| Vollmer 64’ Schüler 90’ (rig.) | Marcatori |  |

| Arbitro: | Steinborn |

|                                          |           |                |
| Hjelm 41’ Vollmer 47’, 67’ Starzmann 79’ | Marcatori | 81’ Steininger |

| Arbitro: | Dardenne |

|                                               |           |           |
| Reich 29’, 68’, 71’ Heisig 42’ Pagelsdorf 76’ | Marcatori | 28’ Imhof |

| Arbitro: | Theobald |

|                      |           |                                                  |
| Grillemeier 20’, 23’ | Marcatori | 14’ Anderbrügge 35’, 72’ Sendscheid 87’ Edelmann |

| Arbitro: | Gochermann |

|  |           |             |
|  | Marcatori | 30’ Schüler |

| Arbitro: | Feistner |

|                         |           |  |
| Schüler 78’ Vollmer 82’ | Marcatori |  |

| Arbitro: | Eli |

|  |           |                            |
|  | Marcatori | 21’ (rig.) Hjelm 81’ Imhof |

| Arbitro: | Aust |

|             |           |             |
| Schüler 14’ | Marcatori | 79’ Klemenz |

| Arbitro: | Bruch |

|            |           |  |
| Hansen 77’ | Marcatori |  |

| Arbitro: | Malbranc |

|                                                         |           |            |
| Keim 12’ Schüler 32’ (rig.) Vollmer 63’ Grillemeier 81’ | Marcatori | 70’ Helmig |

| Arbitro: | Holst |

|                        |           |  |
| Seeliger 45’, 75’, 88’ | Marcatori |  |

| Arbitro: | Merk |

|                                                   |           |                      |
| Keim 13’ Vollmer 31’ Grabosch 72’ Grillemeier 79’ | Marcatori | 15’ Zschau 90’ Beyel |

#### Girone di ritorno
| Arbitro: | Krug |

|                 |           |  |
| Grillemeier 37’ | Marcatori |  |

| Arbitro: | Werner |

|                                                   |           |  |
| Banach 30’ Schön 33’ (aut.) Tschiskale 90’ (rig.) | Marcatori |  |

| Arbitro: | Kraus |

|           |           |           |
| Hjelm 78’ | Marcatori | 41’ Lopes |

| Berlino 16 dicembre 1989, ore 15:00 CET 23ª giornata | Hertha Berlino | 0 – 0 referto | Kickers Stoccarda | Stadio Olimpico (12 437 spett.)\| Arbitro: \| Theobald \| |
| Arbitro:                                             | Theobald       |               |                   |                                                           |

| Arbitro: | Boos |

|                                         |           |  |
| Stadler 15’ Schwartz 38’, 81’ Ossen 75’ | Marcatori |  |

| Darmstadt 3 marzo 1990, ore 15:00 CET 25ª giornata | Darmstadt | 0 – 0 referto | Kickers Stoccarda | Stadion am Böllenfalltor (3 500 spett.)\| Arbitro: \| Feistner \| |
| Arbitro:                                           | Feistner  |               |                   |                                                                   |

| Arbitro: | Matheis |

|                                         |           |           |
| Schwartz 31’ Wolf 58’ Gerber 78’ (aut.) | Marcatori | 55’ Wolff |

| Arbitro: | Barnick |

|  |           |                                                               |
|  | Marcatori | 18’, 35’ Vollmer 28’, 50’, 76’ (rig.) Schüler 68’ Grillemeier |

| Arbitro: | Kasper |

|           |           |             |
| Kober 32’ | Marcatori | 26’ Vollmer |

| Arbitro: | Werner |

|                            |           |                           |
| Schüler 45’, 80’ Imhof 85’ | Marcatori | 36’ Sundermann 88’ Biçici |

| Arbitro: | Harder |

|                                       |           |  |
| Sendscheid 39’ Anderbrügge 54’ (rig.) | Marcatori |  |

| Arbitro: | Gangkofer |

|                                               |           |             |
| Schüler 6’ (rig.), 61’, 75’, 84’ Schwartz 72’ | Marcatori | 90’ Sulmann |

| Arbitro: | Berg |

|                                |           |             |
| Niklaus 1’ Stöhr 47’ Leitl 58’ | Marcatori | 90’ Schüler |

| Arbitro: | Kraus |

|             |           |            |
| Schüler 45’ | Marcatori | 13’ Motzke |

| Arbitro: | Birlenbach |

|                 |           |  |
| Moutas 45’, 52’ | Marcatori |  |

| Arbitro: | Schmidt |

|                                 |           |                        |
| Heskamp 49’ (aut.) Schwartz 53’ | Marcatori | 60’ (rig.) Pickenäcker |

| Arbitro: | Mierswa |

|            |           |  |
| Kontny 30’ | Marcatori |  |

| Arbitro: | Weber |

|                                                 |           |  |
| Vollmer 51’ Starzmann 53’ Hjelm 85’ Schüler 90’ | Marcatori |  |

| Arbitro: | Barnick |

|                           |           |          |
| Delzepich 32’ Rombach 80’ | Marcatori | 84’ Bunk |

### Coppa di Germania
| Arbitro: | Friedrich |

|  |           |                                                           |
|  | Marcatori | 26’, 39’ Wolf 44’ Vollmer 45’ Hjelm 47’ Imhof 65’ Stadler |

| Arbitro: | Assenmacher |

|                             |           |                     |
| Grillemeier 46’ Vollmer 87’ | Marcatori | 14’, 54’, 86’ Rufer |

## Statistiche

### Statistiche di squadra
| Competizione      | Punti | In casa | In casa | In casa | In casa | In casa | In casa | In trasferta | In trasferta | In trasferta | In trasferta | In trasferta | In trasferta | Totale | Totale | Totale | Totale | Totale | Totale | DR  |
| Competizione      | Punti | G       | V       | N       | P       | Gf      | Gs      | G            | V            | N            | P            | Gf           | Gs           | G      | V      | N      | P      | Gf     | Gs     | DR  |
| ----------------- | ----- | ------- | ------- | ------- | ------- | ------- | ------- | ------------ | ------------ | ------------ | ------------ | ------------ | ------------ | ------ | ------ | ------ | ------ | ------ | ------ | --- |
| 2. Bundesliga     | 45    | 19      | 14      | 3       | 2       | 51      | 22      | 19           | 5            | 4            | 10           | 17           | 26           | 38     | 19     | 7      | 12     | 68     | 48     | +20 |
| Coppa di Germania | -     | 1       | 0       | 0       | 1       | 2       | 3       | 1            | 1            | 0            | 0            | 6            | 0            | 2      | 1      | 0      | 1      | 8      | 3      | +5  |
| Totale            | 45    | 20      | 14      | 3       | 3       | 53      | 25      | 20           | 6            | 4            | 10           | 23           | 26           | 40     | 20     | 7      | 13     | 76     | 51     | +25 |

### Andamento in campionato
| Giornata  | 1  | 2  | 3  | 4 | 5 | 6 | 7 | 8 | 9 | 10 | 11 | 12 | 13 | 14 | 15 | 16 | 17 | 18 | 19 | 20 | 21 | 22 | 23 | 24 | 25 | 26 | 27 | 28 | 29 | 30 | 31 | 32 | 33 | 34 | 35 | 36 | 37 | 38 |
| --------- | -- | -- | -- | - | - | - | - | - | - | -- | -- | -- | -- | -- | -- | -- | -- | -- | -- | -- | -- | -- | -- | -- | -- | -- | -- | -- | -- | -- | -- | -- | -- | -- | -- | -- | -- | -- |
| Luogo     | T  | C  | T  | C | T | C | T | C | C | T  | C  | T  | C  | T  | C  | T  | C  | T  | C  | C  | T  | C  | T  | C  | T  | C  | T  | T  | C  | T  | C  | T  | C  | T  | C  | T  | C  | T  |
| Risultato | P  | P  | V  | V | N | V | V | V | V | P  | P  | V  | V  | V  | N  | P  | V  | P  | V  | V  | P  | N  | N  | V  | N  | V  | V  | N  | V  | P  | V  | P  | N  | P  | V  | P  | V  | P  |
| Posizione | 17 | 18 | 13 | 9 | 8 | 7 | 7 | 5 | 3 | 6  | 6  | 5  | 5  | 5  | 5  | 5  | 5  | 5  | 5  | 4  | 5  | 5  | 4  | 3  | 4  | 4  | 3  | 3  | 3  | 3  | 3  | 3  | 4  | 4  | 3  | 4  | 4  | 4  |

Legenda:

Luogo: C = Casa; T = Trasferta. Risultato: V = Vittoria; N = Pareggio; P = Sconfitta.

### Statistiche dei giocatori
| Giocatore      | 2. Bundesliga | 2. Bundesliga | 2. Bundesliga | 2. Bundesliga | Coppa di Germania | Coppa di Germania | Coppa di Germania | Coppa di Germania | Totale   | Totale | Totale      | Totale     |
| Giocatore      | Presenze      | Reti          | Ammonizioni   | Espulsioni    | Presenze          | Reti              | Ammonizioni       | Espulsioni        | Presenze | Reti   | Ammonizioni | Espulsioni |
| -------------- | ------------- | ------------- | ------------- | ------------- | ----------------- | ----------------- | ----------------- | ----------------- | -------- | ------ | ----------- | ---------- |
| F. Bobic       | 0             | 0             | 0             | 0             | 0                 | 0                 | 0                 | 0                 | 0        | 0      | 0           | 0          |
| S. Brasas      | 1             | 0             | 0             | 0             | 0                 | 0                 | 0                 | 0                 | 1        | 0      | 0           | 0          |
| A. Broß        | 7             | 0             | 1             | 0             | 0                 | 0                 | 0                 | 0                 | 7        | 0      | 1           | 0          |
| L. Bunk        | 11            | 1             | 1             | 0             | 0                 | 0                 | 0                 | 0                 | 11       | 1      | 1           | 0          |
| G. Coveli      | 7             | 0             | 2             | 0             | 0                 | 0                 | 0                 | 0                 | 7        | 0      | 2           | 0          |
| D. Fengler     | 24            | 0             | 7             | 0             | 0                 | 0                 | 0                 | 0                 | 24       | 0      | 7           | 0          |
| B. Grabosch    | 15            | 1             | 0             | 0             | 2                 | 0                 | 0                 | 0                 | 17       | 1      | 0           | 0          |
| G. Grillemeier | 29            | 6             | 5             | 0             | 2                 | 1                 | 0                 | 0                 | 31       | 7      | 5           | 0          |
| A. Hjelm       | 23            | 5             | 4             | 0             | 2                 | 1                 | 1                 | 0                 | 25       | 6      | 5           | 0          |
| M. Imhof       | 33            | 5             | 3             | 0             | 2                 | 1                 | 0                 | 0                 | 35       | 6      | 3           | 0          |
| A. Keim        | 22            | 2             | 6             | 0             | 1                 | 0                 | 0                 | 0                 | 23       | 2      | 6           | 0          |
| K. Laukkanen   | 37            | 0             | 2             | 0             | 2                 | 0                 | 0                 | 0                 | 39       | 0      | 2           | 0          |
| R. Ossen       | 31            | 1             | 7             | 0             | 1                 | 0                 | 0                 | 0                 | 32       | 1      | 7           | 0          |
| R. Rueff       | 1             | 0             | 0             | 0             | 0                 | 0                 | 0                 | 0                 | 1        | 0      | 0           | 0          |
| A. Schwartz    | 37            | 6             | 5             | 0             | 2                 | 0                 | 0                 | 0                 | 39       | 6      | 5           | 0          |
| A. Schön       | 35            | 1             | 8             | 0             | 1                 | 0                 | 0                 | 0                 | 36       | 1      | 8           | 0          |
| W. Schüler     | 34            | 18            | 6             | 1             | 2                 | 0                 | 1                 | 0                 | 36       | 18     | 7           | 1          |
| H. Stadler     | 30            | 3             | 9             | 1             | 2                 | 1                 | 0                 | 0                 | 32       | 4      | 9           | 1          |
| P. Starzmann   | 26            | 2             | 0             | 0             | 2                 | 0                 | 0                 | 0                 | 28       | 2      | 0           | 0          |
| O. Straube     | 0             | 0             | 0             | 0             | 0                 | 0                 | 0                 | 0                 | 0        | 0      | 0           | 0          |
| R. Tattermusch | 16            | 0             | 3             | 0             | 1                 | 0                 | 0                 | 0                 | 17       | 0      | 3           | 0          |
| R. Vollmer     | 30            | 11            | 4             | 1             | 2                 | 2                 | 0                 | 0                 | 32       | 13     | 4           | 1          |
| W. Wolf        | 35            | 4             | 3             | 0             | 2                 | 2                 | 0                 | 0                 | 37       | 6      | 3           | 0          |